# Laura Esquivel Valdés
Laura Esquivel Valdés (más conocida como Laura Esquivel; Cuauhtémoc, Ciudad de México, 30 de septiembre de 1950) es una escritora y política mexicana. Es internacionalmente conocida por su obra Como agua para chocolate publicada en 1989, traducida a más de 30 idiomas. Desde 2015 es diputada federal por el Movimiento de Regeneración Nacional (Morena).

## Trayectoria literaria
Nació en la delegación Cuauhtémoc, Ciudad de México,. Fue la tercera hija de cuatro hijos del telegrafista Julio César Esquivel, y Josefa Valdés.
Realizó estudios de Teatro y Creación Dramática por el Centro de Arte Dramático A.C. (CADAC) en la especialidad en Teatro Infantil. Es licenciada en Educación Preescolar (1966-1968), instructora del Taller de teatro y literatura infantil (1977), instructora del Taller de asesora de guiones Tlaxcala y Oaxaca (1998-2002) e Instructora del Taller Laboratorio de escritura en Oaxaca, Michoacán y España (1999)
Entre 1970 y 1980 escribió programas infantiles para la televisión mexicana, y en 1983, fundó el Centro de Invención Permanente, integrado por talleres artísticos para niños, y asumió su dirección técnica.
Su trabajo en televisión le dio estímulo para dedicarse a la escritura de guiones para cine. Fue cuando decidió escribir Como agua para chocolate, de gran éxito comercial.
En sus novelas, emplea el realismo mágico, característico de su primera novela Como agua para chocolate (1989). En ella, proclama la importancia de la cocina como la pieza más importante del hogar, y promueve cambios personales y familiares como forma de revolución interior. 
Como agua para chocolate fue llevada al cine por su entonces esposo Alfonso Arau en 1992 y galardonada con 10 premios Ariel de la Academia Mexicana de Artes y Ciencias Cinematográficas. Tanto la película como el libro tuvieron mucho éxito en diversos países. La novela ha sido traducida a más de 30 idiomas.Tal ha sido la repercusión de esta obra que se ha adaptado también al teatro: en España en 2004 y Estados Unidos en 2018, mientras que en 2023 tuvo su adaptación en ballet de la mano de la compañía American Ballet Theatre en Nueva York.
En 1994 le otorgaron el Premio ABBY (American Booksellers Book of the Year), galardón que por vez primera se concedió a una escritora extranjera. En 2004 recibió el Premio Giussepe Acerbi, de la Universidad de Verona, Italia, por la novela Tan veloz como el deseo. En 2008 ganó el premio al mejor audiolibro en español que otorga la Asociación de Editores de Audio (APA), por Malinche, publicada en 2006, que incluye un códice (ilustrado por Jordi Castells).
En septiembre de 2011, en una entrevista con motivo de su participación en el Festival Nacional de las Artes en Argentina, reveló que se propuso escribir la historia de Jacobo Grinberg-Zylberbaum.
En 2014 publicó A Lupita le gustaba planchar, que marca su primera incursión en la novela policíaca y cuya protagonista es una mujer policía alcohólica, sobreviviente de la muerte de su hijo y del abandono del marido que, a lo largo de la historia, se torna una antiheroína, mientras desentraña el asesinato de su jefe, el delegado (jefe político) de Iztapalapa.
En mayo de 2016 publicó El diario de Tita, la continuación de Como agua para chocolate. Su última obra es la novela Mi negro pasado, publicada en noviembre de 2017, con cuál finalizó la trilogía Como agua para chocolate .
En 2023, HBO anunció que ya se estaba realizando la serie basada en "Como Agua para Chocolate", bajo la dirección de Julián de Tavira y Ana Lorena Pérez Ríos, con las interpretaciones de Irene Azuela (“Quemar las naves”), Azul Guaita (“Mi marido tiene familia”).

## Trayectoria política
De 2008 a 2011 ocupó el cargo de directora general de Cultura en Coyoacán, Distrito Federal.
En 2015 fue elegida diputada federal por el Movimiento de Regeneración Nacional (Morena), el partido que creó el excandidato a la presidencia Andrés Manuel López Obrador, partido al que representa en las comisiones de Ciencia y Tecnología, Cultura y Cinematografía, y Medio ambiente y Recursos Naturales.

## Vida personal
De 1975 a 1995 estuvo casada con el actor y director de cine Alfonso Arau.

## Obras
- Como agua para chocolate (1989)
- La ley del amor (1995)
- Íntimas suculencias (cuentos) (1998)
- Estrellita marinera (1999)
- El libro de las emociones (2000)
- Tan veloz como el deseo (2001)
- Malinche (2006)
- Escribiendo la nueva historia (2012)
- A Lupita le gustaba planchar (2014)
- El diario de Tita (2016)
- Mi negro pasado (2017)
- Lo que yo vi (2022)

## Adaptaciones de sus obras
- Como agua para chocolate (1992), película
- Como agua para chocolate (2024), serie

## Premios
- En 1985 fue nominada al Premio Ariel por el guion de la cinta Chido Guan, el Tacos de oro.
- En 1994 fue la ganadora del premio ABBY al mejor libro, otorgado por la American Booksellers Association, por Como agua para chocolate.